# サンキューシール
サンキューシールとは、サンキューシール会が発行するポイントサービスである。

## 概要
サンキューシール会が発行しており、加盟店での買い物100円につきシール1枚が貰える。
350枚（35000円利用分）集めると、加盟店で500円分の買い物ができ、福岡銀行大善寺支店、筑邦銀行荒木支店など指定の金融機関では500円分の預金として使うこともできる。
その他にも、サンキューシール会が主催するイベント（バスツアーや野球観戦等）にシール満点分数冊で参加することができる。
また、毎月25日、26日は加盟店全店でシール2倍のサービスを行っている。

## 加盟店
- 久留米南部地区（荒木町、大善寺町、安武町、城島町、三潴町等）の商店

## サンキューカード
- 2004年にサンキューカードが発行された。基本的にシステムはサンキューシールと同じだが、カードの方は有効期限が発行日から4年である。サンキューカードの場合、枚をポイントと読み替える。

## Wチャンス
- 満点分のシール（カード）を使って加盟店で買い物をした場合、抽選で70名に加盟店で使える商品券が当たる。